# Boethius (cràter)
Boethius és un cràter d'impacte en el planeta Mercuri de 114 km de diàmetre. Porta el nom del filòsof de l'Antiga Roma Anicius Manlius Severinus Boethius (c. 470 - 524), i el seu nom va ser aprovat per la Unió Astronòmica Internacional el 1976.